# Бородинский мост
Бородинский мост  — стальной трёхпролётный мост балочной конструкции через реку Москву, соединяющий Смоленскую улицу с Большой Дорогомиловской улицей и Киевским вокзалом (в двух километрах к западу от Кремля в Москве.
В основе современного моста — опоры арочного Бородинского моста, построенного в 1911—1912 гг. как памятник Бородинскому сражению, к 100-летию Отечественной войны. Перестроен в 1952—1953 и 1999—2001 гг. с заменой несущих пролётов, расширением и надстройкой опор.

## Название
Наплавной деревянный мост, построенный в 1787—1788 гг., назывался Дорогомиловским. Современное название мост впервые получил в 1837 году в память о Бородинском сражении, в дни его 25-летия. В 1920-х гг. носил название мост Коммунизма. В начале 1930-х гг. назывался Дорогомиловским мостом.

## Старые Дорогомиловский (1788) и Бородинский (1868) мосты

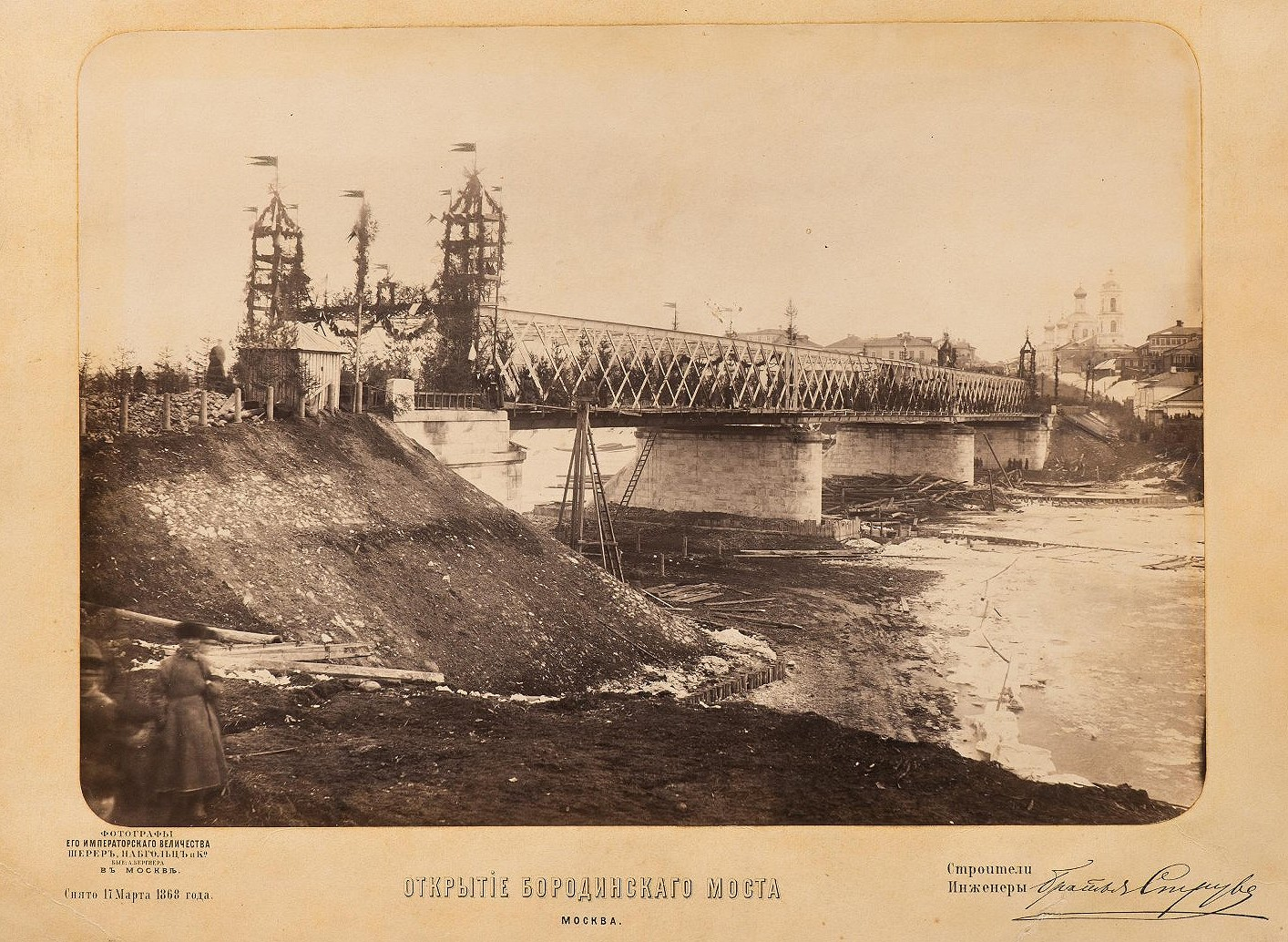
Бородинский мост. Торжественное открытие. Март 1868 года

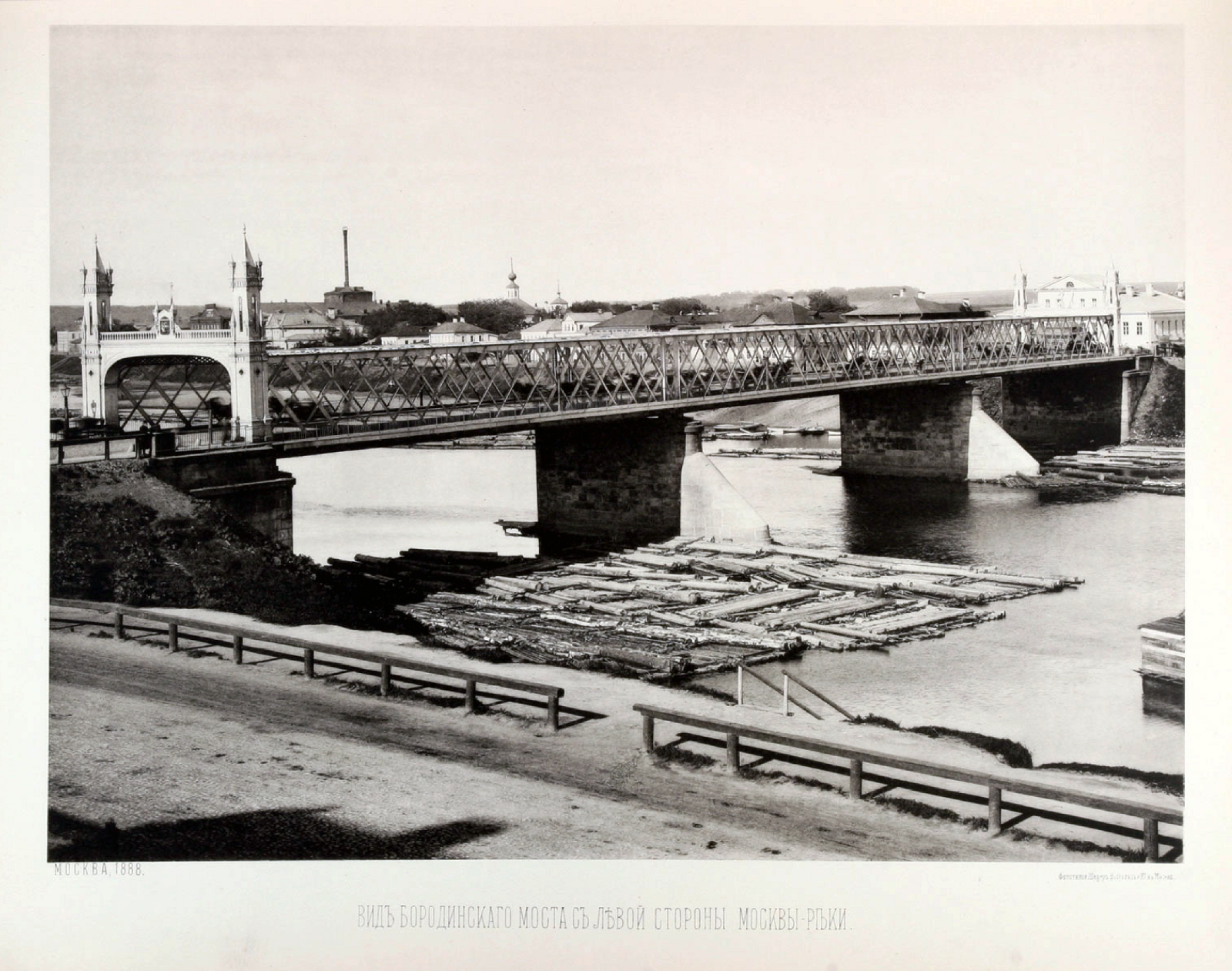
Бородинский мост в 1888 году (альбом Найдёнова Н.А.)

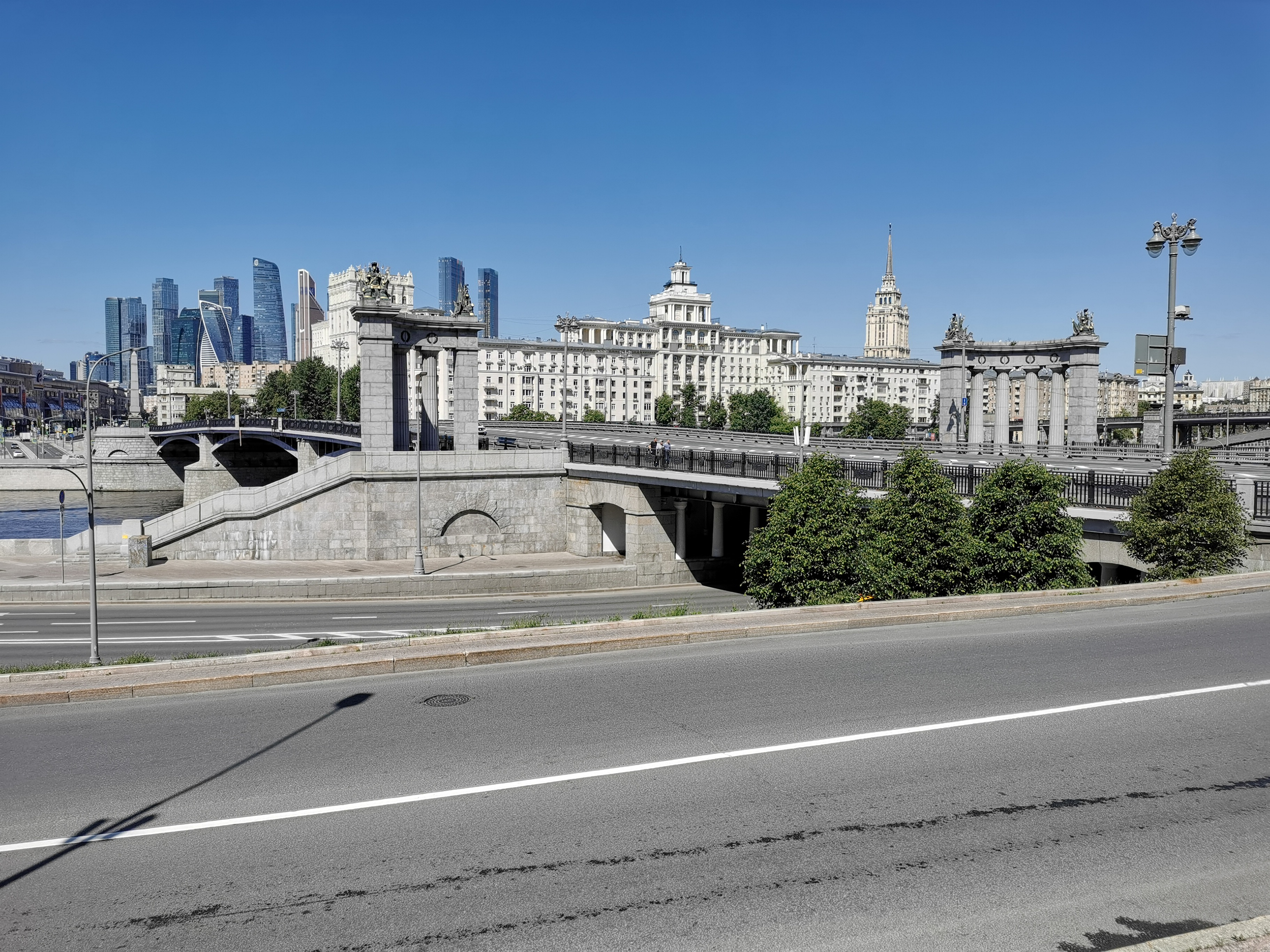
Бородинский мост, вид с Хамовников, Москва, 2023 год

В 1787—1788 гг. на месте нынешнего моста был наведен «живой» плашкоутный  мост. По нему в сентябре 1812 года, после Бородинской битвы, проходили и русские, и французские войска. Мост регулярно разрушался паводками.
В 1844 г. городской голова Шестаков указал на необходимость заменить деревянный Дорогомиловский мост каменным. В 1847 г. был составлен и утвержден проект постоянного моста, но из-за отсутствия средств проект не был осуществлён.
В 1865 г. город выделил 300 000 рублей на устройство постоянного Дорогомиловского моста. Инженерами И. Ф. Рербергом и И. Ф. Кенигом были подготовлены два проекта: арочного и многораскосного ферменного. В июле 1866 г. московская городская дума утвердила проект многораскосного моста, отдав подряд на строительство инженеру А. Струве.
Мост, проект которого утвердил лично император Александр II, был назван Бородинским. Работы начались в июле 1867 года. Металлоконструкции пролётного строения были изготовлены на Коломенском заводе. Открытие моста состоялось 17 марта 1868 года, отделочные работы были окончены через 8 месяцев.
Мост был трёхпролётным железным. Схема моста — 43 + 51,7 + 45,6 м. Пролётное строение состояло из двух ферм многораскосной системы. Высота обеих ферм составляла 5,5 м. Торцевые части ферм были оформлены декоративными порталами с башнями и щитами, на которых помещались гербы Московской и Смоленской губерний. Устои и промежуточные опоры были сложены из бутовой кладки с облицовкой песчаником и известняком. Длина моста составляла 142 м, ширина — 15,64 м.

## Бородинский мост (1912)
С постройкой Брянского (Киевского) вокзала возникла необходимость замены старого, узкого моста 1868 года. Его многораскосные фермы не только не обеспечивали необходимую ширину проезда, но и не соответствовали тем новым представлениям об архитектуре городских мостов, которые сложились в начале XX в..
В 1908—1909 гг. был проведен конкурс на проект нового моста, в котором участвовали многие видные инженеры и архитекторы, включая Г. Г. Кривошеина, Г. П. Передерия, И. А. Фомина, В. А. Покровского. Требовалось спроектировать не только более широкий мост: новое сооружение было задумано как своеобразный мост-монумент, мост-мемориал, посвященный памяти героев Отечественной войны 1812 года.
Разработка окончательного проекта Бородинского моста была поручена видному московскому архитектору Р. И. Клейну и инженеру Н. И. Осколкову. Мост был скомпонован по трехпролётной схеме, пролёты перекрыты двухшарнирными стальными арками. Архитектурное оформление было решено в неоклассическом стиле с использованием мотивов русской архитектуры первой трети XIX в.
Строительство велось в 1911—1912 гг. В проектировании и строительстве моста также приняли участие архитекторы А. Д. Чичагова, Г. Б. Бархин, инженер М. И. Щёкотов.
Въезды на мост были декорированы с одной стороны обелисками, а с другой — закругленными в плане колоннадами дорического ордера. Каждая колоннада фланкируется пилонами, над которыми расположены объемные композиции из атрибутов воинской доблести, созданные по моделям скульптора А. Л. Обера. На гранитных обелисках были нанесены имена героев войны с Наполеоном.
Мост, общей длиной 250 м, имел три стальных арочных пролёта (40,9, 45,5 и 40,9 м длиной). Каждый пролёт состоял из 12 клёпаных арок с шагом 2,1 м. Дорожное покрытие имело проезжую часть шириной 18,5 м и две пешеходные дорожки по 3,5 м каждая.

## Перестройки 1952 и 1999—2001
Бородинский мост — один из двух московских автомобильных мостов, который не требовал немедленной замены в 1930-е гг. в связи с подъёмом уровня воды при запуске Канала имени Москвы, однако пересечение проезжих частей моста и набережных в одном уровне существенно ограничивало его транспортные возможности. В 1952—1953 гг. мост был перестроен по проекту инженера Ю. Ф. Вернера и архитектора С. П. Леонтовича. Мост был расширен в верховую сторону реки. Для этого удлинены опоры и поставлены дополнительные пролётные строения прежней конструкции. На берегах устроены новые пролёты для движения по Ростовской и Бережковской набережным по типу остальных москворецких мостов. Малая высота моста вынудила заглубить проезды ниже общего уровня набережных. Проезжая часть расширена до 42,6 м. Общая длина моста, включая подходы, достигла 352 м. В 1979 г. с моста были сняты трамвайные пути.
В 1999—2001 гг. мост был вновь перестроен, так как состояние несущих арок и дорожной плиты требовало их немедленной замены. Исследование быков показало, что они слишком слабы, чтобы нести стальную арочную или бетонную балочную конструкцию. Поэтому было выбрано самое лёгкое (во всех смыслах) решение — стальная балка с ортотропной плитой проезжей части. Мост сохранил клейновские обелиски и портики, но полностью утратил свою арочную сущность. Балки «замаскированы» криволинейными фартуками из листовой стали, имитирующими несущие арки (аналогичная обманка применена при реконструкции Новоспасского моста). Одновременно был срыт близлежащий холм с зелёными насаждениями 
и сделан съезд на Ростовскую набережную.

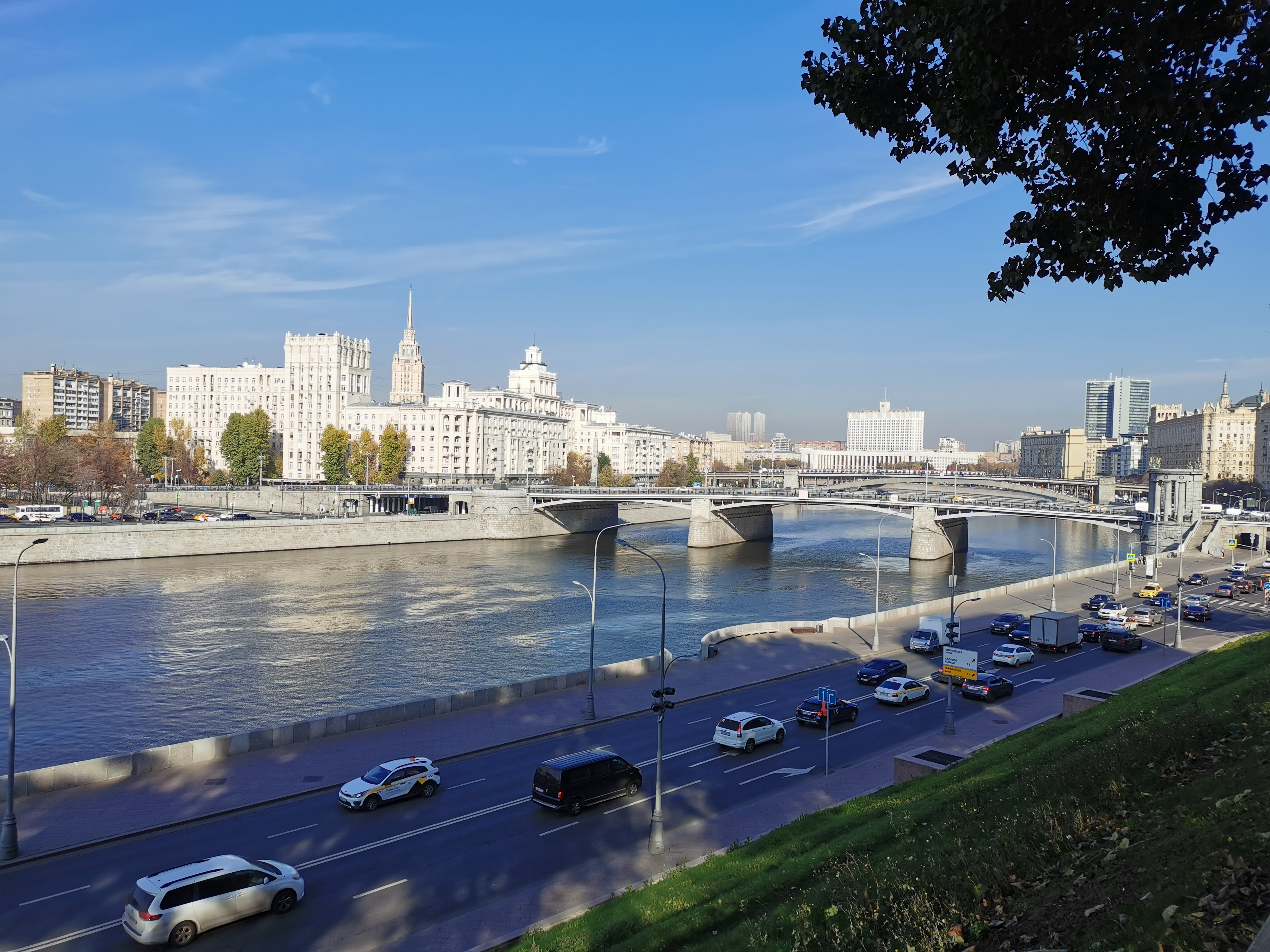
Бородинский мост 2021 год